# Sildegapet
62°4′9.0012″N 5°8′39.653″Ø / 62.069167000°N 5.14434806°Ø
Sildegapet er en stor bugt eller en bred fjord på sydsiden af halvøen Stad i de tidligere kommuner  Vågsøy (nu Kinn) og Selje (nu Stad kommune) i Vestland fylke i Norge. Syd for Sildegapet ligger øen Vågsøy. Bugten strækker sig cirka 17 km ind i landet til tre små fjorde og Ulvesundet mellem Vågsøy og fastlandet. 
Fjorden har indløb mellem Kråkenes Fyr i syd og Fureneset i nord. 
Inderst i bugten ligger de tre øer Silda, som bugten er opkaldt efter, Barmøya og Selja eller øen Selje, hvor Selje Kloster ligger. Mellem Selja og Barmøya ligger Røysetfjorden og øst for denne Moldefjorden. Syd for Barmøya ligger Nordpollen, og mellem Ulvesundet og Nordpollen ligger Storpollen.